# Phryxe honesta
Phryxe honesta là một loài ruồi trong họ Tachinidae.